# Meurtre par décret
Pour plus de détails, voir Fiche technique et Distribution.
Meurtre par décret (Murder by Decree) est un film britanno-canadien réalisé par Bob Clark en 1979, inspiré du livre-enquête de Stephen Knight : Jack the Ripper : The Final Solution dont l'hypothèse était que les meurtres faisaient partie d'un complot maçonnique. Le scénario original contenait les noms de deux des suspects historiques, Sir William Gull et John Netley. Dans le film, ils seront remplacés par des personnages fictifs : Thomas Spivey (Gull) et William Slade (Netley). Cette version des faits sera utilisée ensuite dans d'autres fictions autour du thème de Jack l'éventreur. 

## Synopsis
Sherlock Holmes et le docteur Watson sont sur la piste de Jack l'Éventreur. Leur enquête va les mener des prostituées amies de celles qui ont été assassinées pour cacher un secret d’état, jusqu'à des membres de la franc-maçonnerie, du gouvernement et de la famille royale.

## Fiche technique
- Titre français : Meurtre par décret
- Titre original : Murder by Decree
- Réalisation : Bob Clark
- Scénario : John Hopkins, d'après les personnages d'Arthur Conan Doyle ainsi que les livres The Ripper File d'Elwyn Jones (en) et John Lloyd et Jack the Ripper : The Final Solution de Stephen Knight
- Production : Bob Clark, René Dupont et Robert A. Goldston
- Scripte : Marjorie Lavelly
- Chef-opérateur : Reginald H. Morris
- Cadreur : Jimmy Turrell
- Superviseur VFX : Cliff Culley
- Musique : Paul Zaza et Carl Zittrer
- Direction artistique : Peter Childs
- Décors : Harry Pottle et Denise Exshaw
- Costumes : Judy Moorcroft
- Montage : Stan Cole
- Son : John W. Mitchell
- Sociétés de production : Highlight, Murder by Decree Productions, Canadian Film Development Corporation et Famous Players
- Sociétés de distribution : AVCO Embassy Pictures (USA), Columbia-EMI-Warner (UK) et Ambassador Film Distributors (Canada)
- Durée : 124 min.
- Pays : Royaume-Uni, Canada
- Langue : anglais
- Genre : Policier et thriller
- Format : Couleur (Metrocolor) - 1.85 : 1 - 35 mm - Mono
- Dates de sortie : 
  - États-Unis : 9 février 1979
  - Canada : 1er février 1979
  - France : 13 juin 1979
  - Royaume-Uni : 20 mars 1980

## Distribution
- Christopher Plummer (VF : Gabriel Cattand) : Sherlock Holmes
- James Mason (VF : Claude Joseph) : le docteur Watson
- David Hemmings (VF : Jean-Pierre Leroux) : l'inspecteur Foxborough
- Susan Clark (VF : Arlette Thomas) : Mary Kelly
- Frank Finlay (VF : Jean-Louis Maury) : l'inspecteur Lestrade
- Anthony Quayle (VF : Roger Carel) : Sir Charles Warren
- Donald Sutherland (VF : Georges Aminel) : Robert Lees
- Geneviève Bujold : Annie Crook
- John Gielgud (VF : Roland Ménard) : Lord Salisbury, le Premier ministre
- Chris Wiggins : le docteur Hardy
- Peter Jonfield : William Slade
- Roy Lansford : Sir Thomas Spivey
- Terry Duggan (VF : Alain Dorval) : Danny
- Geoffrey Russell : Henry Matthews, le secrétaire d'État à l'Intérieur
- Michael Cashman : l'agent Watkins
- Jim McManus : un policier (non crédité)